# سوهراوادی شووو
سوهراوادی شووو (انگلیسی: Suhrawadi Shuvo؛ زادهٔ ۲۱ نوامبر ۱۹۸۸) بازیکن کریکت اهل بنگلادش است.